# Tragico Halloween
Tragico Halloween (Full Moon Halloween) è il quattordicesimo libro della collana Super brividi scritto dall'autore statunitense R. L. Stine.

## Trama
Tristan Gottschalk, Rosa Martinez, Bella Chester e Ray Davidoff, quattro ragazzi dodicenni molto amici, vivono in una cittadina sconvolta da poco tempo per alcuni episodi strani: sembrerebbe, infatti, che dei gatti siano stati sbranati brutalmente, e la gente superstiziosa ha dato la colpa a possibili lupi mannari. Oltre a questo, inoltre, i quattro ragazzi hanno un nuovo insegnante, il professor Moon, uno strano signore simile ad un vampiro d'altri tempi che ha un figlio di nome Michael, anch'egli molto strano. Un giorno, in occasione della festa di Halloween, Tristan e i suoi tre amici ricevono uno strano invito da parte del signor Moon, il quale li ha invitati a casa sua per una festa di Halloween spaventosa. I quattro ragazzi, sebbene non molto propensi all'idea, decidono di andarci, nonostante gli avvertimenti criptici di Michael Moon. La sera di Halloween, il gruppo si reca a casa Moon dove il padrone di casa e sua moglie Angela li accolgono, e la festa ha inizio. Di lì a poco, però, iniziano a succedere cose strane: il signor Moon e la moglie, infatti, dapprima costringono i ragazzi a mangiare carne cruda di vario genere, e successivamente li forzano a indossare delle pellicce puzzolenti e colme di insetti. Il motivo di tali gesta è che il signor Moon e sua moglie hanno intenzione di catturare un lupo mannaro e sono convinti che almeno uno dei quattro sia tale creatura, e per far questo i due coniugi hanno sigillato l'intera casa con sbarre alle finestre e chiuso le porte elettronicamente, rendendo dunque impossibile ogni fuga. In seguito, i due liberano un gruppo di plog, dei piccoli porcospini proveniente dai Mari del Sud, che a detta del signor Moon sarebbero ostili verso eventuali lupi mannari, e successivamente costringono i quattro a bere una bevanda orribile nota come "Ammazzalupo", in grado di uccidere all'istante un lupo mannaro. Dopo una breve fuga in giro per la casa e dopo essersi liberati dei plog vaganti (si scopre in seguito grazie a Michael che essi attaccano a prescindere l'essere umano), i quattro vengono messi alle strette e, per salvare il gruppo, sia Tristan che Rosa confessano di essere due lupi mannari, in modo tale da consentire ai Moon di liberare Bella e Ray per chiedere poi aiuto. Allo scoccare della mezzanotte, però, i Moon rivelano divertiti che era tutto uno scherzo, una perfetta messinscena per mettere loro paura, e che avevano messo avanti le lancette dell'orologio per inscenare un'ipotetica mezzanotte. Tuttavia, però, al vero scoccare della mezzanotte sia Tristan che Rosa si trasformano in due veri lupi mannari, sotto lo stupore generale, ma prima di riuscire ad uccidere qualcuno si presentano due poliziotti (chiamati da Michael) che, convinti della colpevolezza dei coniugi Moon e che sia Tristan che Rosa stanno solo indossando due maschere, arrestano i due, lasciando i quattro ragazzi soli in casa. Bella e Ray, a quel punto, chiedono pietà a Tristan e Rose pronti per divorarli, in virtù del fatto che sono amici, e questi due, per tale motivo, decidono di concedere loro dieci secondi di vantaggio prima di saltargli addosso.

## Edizioni
- R. L. Stine, Tragico Halloween, traduzione di Maria Cristina Leardini, collana Super brividi, Arnoldo Mondadori Editore, 2006,  p. 153, ISBN 88-04-52271-2.